# Growing Power

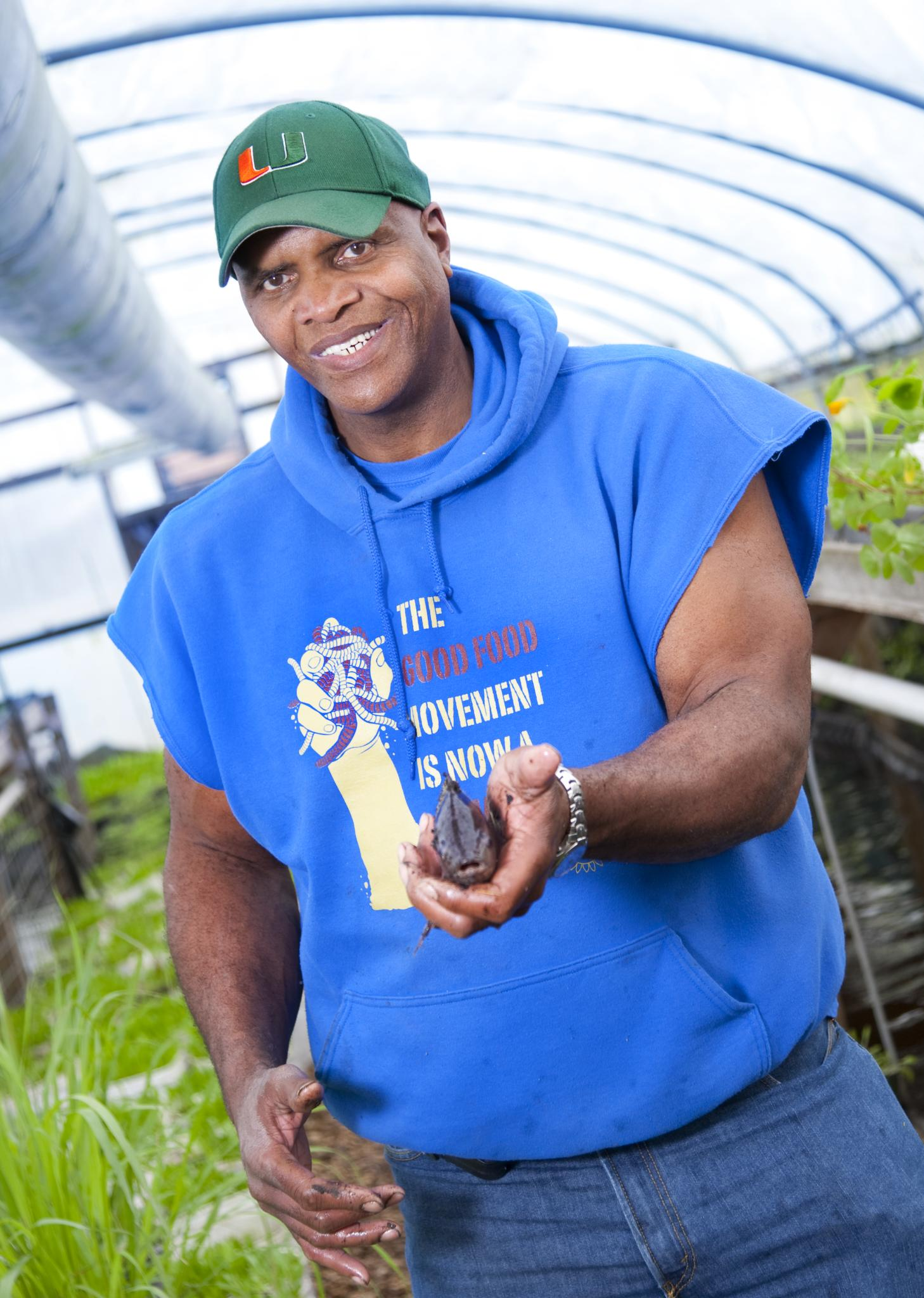
Direktor Will Allen in einem der Gewächshäuser (2011)

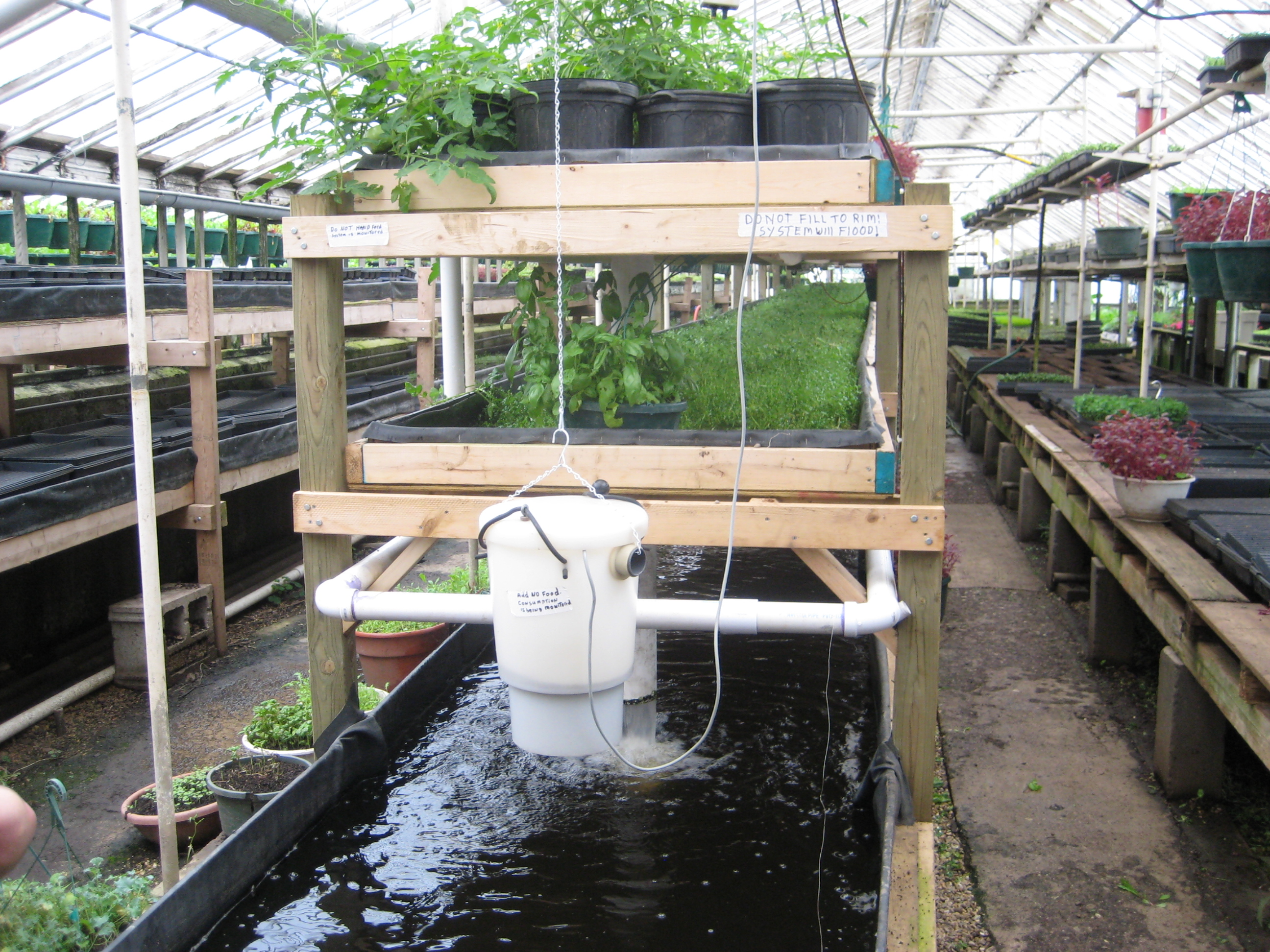
Aquaponik-System von Growing Power (2008)

Growing Power war eine US-amerikanische Non-Profit-Organisation, die sich für die Urbane Landwirtschaft in Armenvierteln starkmachte. Der Hauptsitz der Growing Power Inc. befand sich in Milwaukee, Wisconsin.
Gegründet wurde die Organisation 1993 anfangs als Projekt in Milwaukee von Will Allen, einem Farmer und ehemaligen NBA-Basketballspieler, sowie einigen Teenagern. Allen bot ihnen Arbeit an, und ihr eigenes Essen anzubauen, um damit die Gemeinde zu unterstützen.
Growing Power setzte sich für eine nachhaltige, regionale Lebensmittelproduktion in Form von Nutzgärten, Aquaponik-Systemen (kombinierte Fisch- und Pflanzenzucht), Wurmkompostierung, Imkereien und Kleinviehhaltung in Städten ein. Ihr ging es um Soziale Gerechtigkeit, Ernährung und Umwelt. Sie setzte ihr Anliegen in Form von Mitmachkursen, Vorführsystemen, Öffentlichkeitsarbeit und technischer Unterstützung um. Die Einrichtungen umfassten sieben große Gewächshäuser, eine Küche, Übungsgärten und Nahrungsmittelausgaben. Growing Power beschäftigte 140 Angestellte (Stand 2016) und wurde unterstützt durch rund 2000 freiwillige Helfer.
Für seine Arbeit rund um die Urbane Landwirtschaft und nachhaltige Nahrungsmittelproduktion erhielt Allen 2008 von der MacArthur Foundation den mit 500.000 US-Dollar dotierten „Genie-Preis“. Die Organisation betrieb zudem auch andere Farmen wie beispielsweise in Madison (Wisconsin) und Chicago. Das Konzept von Growing Power fand zahlreiche Nachahmer. Die Einrichtungen verzeichneten jährlich tausende Besucher.
Trotz der Erfolge der Organisation, die Aufmerksamkeit auf die Anliegen der städtischen Landwirtschaft und der kommunalen Ernährungssysteme zu lenken, war Growing Power nicht in der Lage, finanzielle Unabhängigkeit zu erreichen. Angesichts steigender Schulden und rechtlicher Herausforderungen stimmte der Vorstand von Growing Power im November 2017 für die Auflösung der Organisation. Nach der Auflösung von Growing Power gründete das Führungsteam der Filiale in Chicago das gemeinnützige Urban Grower's Collective, um das Erbe von Growing Power fortzusetzen. Das Urban Grower's Collective wurde von Will Allens Tochter Erika Allen mitbegründet.